# Snowflake (Arizona)
Snowflake (Navajo: Tó Diłhił Biih Yílį́) ist eine Town im Navajo County im US-Bundesstaat Arizona. Laut Census 2020 zählte die Gemeinde 6104 Einwohner.

## Geografie
Snowflake liegt auf 1702 m im Silver Creek Valley in der Grand Canyon Section des Colorado-Plateaus. Der Ort liegt im zentralen und östlichen Arizona sowie im südlichen Abschnitt des Navajo County.
Wenig östlich des Stadtzentrums verläuft der Silver Creek und westlich sein Zufluss Cottonwood Wash. Dieser meist trockene Flusslauf entwickelt sich nach Gewittern zu einem reißenden Fluss, was teilweise zu Überschwemmungen führt. An dessen Mündung erstrecken sich drei Stauweiher, die nach Sturzfluten einen Teil des Wassers speichern. Weiterhin wird die Gegend um Snowflake von mehreren Bewässerungsgräben durchzogen.
Im Süden grenzt die etwas kleinere Town Taylor an.

## Geschichte
Die Gegend um Snowflake (deutsch: Schneeflocke) war ursprünglich in Besitz des Farmers James Stinson. In den 1870er Jahren beauftragte Brigham Young, Präsident der Kirche Jesu Christi der Heiligen der Letzten Tage, William Jordan Flake, bei der mormonischen Kolonisierung Arizonas zu helfen. Nachdem er seinen gesamten Besitz in Beaver im Bundesstaat Utah verkauft hatte, zogen er und seine Familie nach Arizona los. Sie wollten sich entlang des Silver Creek niederlassen, jedoch war gutes Farmland längst in Besitz genommen worden. 1877 erreichte er die heutige Gegend von Snowflake, in der Stinson eine Ranch besaß, die er für 11.000 Dollar an Flake verkaufte. Der Kaufpreis wurde in Form von 500 Rindern aus Utah beglichen, da in Arizona damals nur mexikanische Züchtungen verbreitet waren.
Kurz nach dem Kauf kamen weitere Mormonen nach Silver Creek, wie die Siedlung anfangs genannt wurde. Ein Teil der Siedler wollte die Siedlung nach William Flake benennen, der andere Teil nach Erastus Snow, dem damaligen Verantwortlichen für die Kolonisierung Arizonas. Dieser besuchte Silver Creek und gab Landvermesser Ladd den Auftrag, die Gegend zu begutachten und das Terrain für die Wassergräben zu vermessen. Zwei Tage nach seinem Besuch sandte er einen Brief, in dem er der Siedlung offiziell den Namen Snow Flake gab.
Am 27. Juni 1881 wurde schließlich eine Poststelle eröffnet.

## Demografie
Nach der Volkszählung im Jahr 2010 lebten in Snowflake 5590 Menschen in 1739 Haushalten. Die Bevölkerungsdichte betrug 64,4 Einwohner pro Quadratkilometer. In den 1739 Haushalten lebten statistisch je 3,19 Personen.
Ethnisch betrachtet setzte sich die Bevölkerung zusammen aus 84,6 Prozent Weißen, 6,5 Prozent amerikanischen Ureinwohnern, 6 Prozent aus anderen ethnischen Gruppen, 0,2 Prozent Asiaten, 0,2 Prozent Hawaiianer oder andere pazifische Insulaner sowie 0,1 Prozent Afroamerikanern; 2 Prozent stammten von zwei oder mehr Ethnien ab. Unabhängig von der ethnischen Zugehörigkeit waren 11,8 Prozent der Bevölkerung spanischer oder lateinamerikanischer Abstammung.
21,4 Prozent der Bevölkerung waren unter 18 Jahre alt, 71,8 Prozent waren zwischen 18 und 64 und 6,8 Prozent waren 65 Jahre oder älter. 49,9 Prozent der Bevölkerung waren weiblich.
Das mittlere jährliche Einkommen eines Haushalts lag bei 53.750 USD. Das Pro-Kopf-Einkommen betrug 16.229 USD. 12,8% Prozent der Einwohner lebten unterhalb der Armutsgrenze.

## Verkehr
Snowflake liegt an der Arizona State Route 77, die nach Holbrook im Norden und über Taylor nach Show Low im Süden führt. Im Zentrum zweigt die Arizona State Route 277 nach Westen ab, die nach Heber-Overgaard führt, und nach Osten der Concho Highway, der Snowflake mit Concho im Apache County verbindet.
Die Stadt ist Endbahnhof einer Güterstrecke, die von der Apache Railway betrieben wird, die ihren Sitz in Snowflake hat. Sie führt zur Stadt Holbrook im Norden, bei der ein Übergang zur BNSF Railway besteht. Der Abschnitt zwischen Snowflake und McNary wurde 1984 stillgelegt. Die Beförderung von Passagieren wurde in den 1950er Jahren eingestellt.
Der nächstgelegene Flughafen ist der Taylor Airport, der im Nachbarort Taylor liegt. Auf dem Gemeindegebiet an der Old Airport Road befinden sich die Überreste des Snowflake Municipal Airport, dessen Pisten heute zugewachsen sind.

## Sehenswürdigkeiten
Im Stadtzentrum liegt der im National Register of Historic Places eingetragene Historic District Snowflake Townsite. Weiterhin sind sechs Gebäude eingetragen. In Snowflake befindet sich außerdem das Snowflake Monument und das Stinson Pioneer Museum.
Wenig nördlich erstreckt sich der Canyon des Silver Creek und südlich und westlich liegt in den White Mountains und im Mogollon Rim der Sitgreaves National Forest.

## Söhne und Töchter der Stadt
- Jeff Flake (* 1962), Politiker und Nachfahre von William Flake
- Stan Turley (1921–2014), Politiker